# Comuna Verhnea Sîrovatka
Verhnea Sîrovatka (în ucraineană Верхня Сироватка) este o comună în raionul Sumî, regiunea Sumî, Ucraina, formată din satele Novoselîțea, Stinka, Verhnea Sîrovatka (reședința) și Zalizneak.

## Demografie
Componența lingvistică a comunei Verhnea Sîrovatka
     Ucraineană (94,28%)
     Rusă (5,34%)
     Alte limbi (0,17%)
Conform recensământului din 2001, majoritatea populației comunei Verhnea Sîrovatka era vorbitoare de ucraineană (94,28%), existând în minoritate și vorbitori de rusă (5,34%).